# THE世界大学ランキング
THE世界大学ランキング（ティーエイチイー世界大学ランキング、英語: Times Higher Education World University Rankings）は、タイムズ・ハイアー・エデュケーションが中心となって作成している世界大学ランキングである。2004年から始まった。

## 特徴
評価項目には外国人教員比率や外国人学生比率が含まれており、世界大学ランキングとして、単に研究だけでなく国際性にも大きな重点を置いたランキングである。そのため、非英語圏の大学の順位が他のランキングと比べて低く出る傾向があり、特に日本の大学は国際性が低く、研究の産業活用も進んでいないため、比較的厳しい査定を受けている。日本の大学の順位が低いので、「質の評価を数で行うというのは、哲学的な誤り」等、国内では批判されることもあるが、世界的にはQS世界大学ランキングや世界大学学術ランキングと並び、最も信頼度の高い世界大学ランキングの一つと位置付けられており、大学院への留学や外国籍企業への就職での判断材料に用いられる。

## 審査方法
|   | 項目                             | 詳細                             | 内訳                             | 配分  |
| - | -------------------------------- | -------------------------------- | -------------------------------- | ----- |
| 1 | 教育                             | 研究者による評価                 | 15%                              | 30%   |
| 1 | 教育                             | 教員当たり学部学生数             | 4.5%                             | 30%   |
| 1 | 教育                             | 学士授与数当たり博士授与数比率   | 2.25%                            | 30%   |
| 1 | 教育                             | 教員当たり博士授与数             | 6%                               | 30%   |
| 1 | 教育                             | 教員当たり収入                   | 2.25%                            | 30%   |
| 2 | 論文引用（学問分野の違いを調整） | 論文引用（学問分野の違いを調整） | 論文引用（学問分野の違いを調整） | 32.5% |
| 3 | 研究                             | 研究者による評価                 | 19.5%                            | 30%   |
| 3 | 研究                             | 教員当たり研究収入               | 5.25%                            | 30%   |
| 3 | 研究                             | 教員当たり論文数                 | 4.5%                             | 30%   |
| 3 | 研究                             | 研究収入中の公的資金の割合       | 0.75%                            | 30%   |
| 4 | 国際                             | 外国人教員比率                   | 3%                               | 5%    |
| 4 | 国際                             | 外国人学生比率                   | 2%                               | 5%    |
| 5 | 産学連携                         | 教員当たり産学連携収入           | 2.5%                             | 2.5%  |

## 順位
（2025年版）
| 順位 | 大学                             | 国             |
| ---- | -------------------------------- | -------------- |
| 1    | オックスフォード大学             | イギリス       |
| 2    | マサチューセッツ工科大学         | アメリカ合衆国 |
| 3    | ハーバード大学                   | アメリカ合衆国 |
| 4    | プリンストン大学                 | アメリカ合衆国 |
| 5    | ケンブリッジ大学                 | イギリス       |
| 6    | スタンフォード大学               | アメリカ合衆国 |
| 7    | カルフォルニア工科大学           | アメリカ合衆国 |
| 8    | カリフォルニア大学バークレー校   | アメリカ合衆国 |
| 9    | インペリアル・カレッジ・ロンドン | イギリス       |
| 10   | イェール大学                     | アメリカ合衆国 |
| 11   | チューリッヒ工科大学             | スイス         |
| 12   | 清華大学                         | 中国           |
| 13   | 北京大学                         | 中国           |
| 14   | シカゴ大学                       | アメリカ合衆国 |
| 14   | ペンシルベニア大学               | アメリカ合衆国 |
| 16   | ジョンズ・ホプキンズ大学         | アメリカ合衆国 |
| 17   | シンガポール国立大学             | シンガポール   |
| 18   | コロンビア大学                   | アメリカ合衆国 |
| 18   | カリフォルニア大学ロサンゼルス校 | アメリカ合衆国 |
| 20   | コーネル大学                     | アメリカ合衆国 |

2025年版では、日本の大学では東京大学が第28位、京都大学が第55位。